# 香川誠陵中学・高等学校
香川誠陵中学校・高等学校（かがわせいりょうちゅうがっこう・こうとうがっこう、Kagawa Seiryo Junior High School・High School）は、香川県高松市鬼無町佐料に所在する私立中学校・高等学校（併設型中高一貫校）。

## 概要
歴史
学校法人尽誠学園が善通寺市において運営していた尽誠中学校（尽誠学園高等学校の併設校、1968年（昭和43年）から休校中だった）と香川短期大学附属女子高等学校を改称・移転したものである。高校は2018年(平成30年)に創立20周年を迎えた。
校章
香川県の県木であり、平和の象徴であるオリーブの葉と、国際人としての英知・感性・行動力を培うという意味での地球が描かれている。
校歌
3番までの構成であり、各番の最後には校訓である愛敬誠にちなみ、「愛は満つ」「敬溢る」「誠あり」とある。
同窓会
香川誠陵同窓会と懇親会がある。どちらも誠陵祭(文化祭)に合わせて開催される。

## 高等学校の設置学科
全日制課程
- 普通科（男女共学）

高校2年生から文系と理系に分かれる。クラス分けは高校1・2年生の内部進学生が習熟度に応じて発展クラスと標準クラスに、3年生では中学からの入学生と高校からの入学生を混合した上で発展クラスと標準クラスに分けられる。
高校２年次では、内部進学生は文理混合、高校からの入学生は文系と理系別のクラス編成になる。

## 沿革
- 1993年（平成5年）11月 - 香川誠陵中学校・高等学校開設準備室設置
- 1995年（平成7年）
  - 3月 - 第1期建設工事（校舎、五色第1寮）完成
  - 4月 - 香川誠陵中学校開校、第1回入学式挙行
  - 5月 - 開校記念式典挙行
- 1996年（平成8年）3月 - 第2期建設工事（五色第2寮、第3寮）完成
- 1997年（平成9年）8月 - 第3期建設工事（第2体育館[武道館]、五色第5寮）完成
- 1998年（平成10年）
  - 3月 - 香川誠陵中学校第1回卒業式挙行
  - 4月 - 香川誠陵高等学校開校、第1回入学式挙行
- 1999年（平成11年）
  - 9月 - 「式歌」を文化祭で発表
  - 10月 - 香川誠陵ホームページ開設
- 2000年（平成12年）5月 - 第4期建設工事（食堂増設、五色第6寮）完成
- 2001年（平成13年）
  - 2月 - 香川誠陵高等学校（中高一貫コース）第1回卒業式挙行 第1期卒業記念として正面玄関横に楷の木を植樹
  - 8月 - 第1回同窓会総会開催
- 2003年（平成15年）4月 - ホームページ毎日更新を開始
- 2004年（平成16年）10月 - 創立10周年記念式典挙行
- 2005年（平成17年）4月 - 「English Success Plan（英語力強化の特別計画）」開始
- 2008年（平成20年）
  - 3月 - 五色寮学習室改装工事
  - 10月 - 「礼法の授業」を導入、「礼法の間」を整備
- 2009年（平成21年）4月 - スクールカラーとして「ウルトラマリン」を採用
- 2013年（平成25年）1月 - カフェ・スペース「Heart-to-Heart」を整備
- 2015年（平成27年）
  - 4月 - 従来の式歌を校歌とする（従来の校歌を旧校歌とする）
  - 8月 - 正門付近改修工事
  - 9月 - プレミアム自習室「My Study」を整備
- 2016年（平成28年）8月 - 生徒昇降口改修工事
- 2017年（平成29年）9月 - 「オンライン英会話」を導入

## 教育
大学への進学を目指す生徒が多いため、授業数が多い。平日は中学高校とも1年時から7時限の授業日があり、毎週土曜日も短縮授業ではあるが4時限までの授業がある。夏休みは香川県下の他の公立中学校・高校と比べて短く、冬休みや春休みは若干他より長い程度である。音楽や美術といった芸術や技術・家庭科の授業数は必要最小限で、英語・数学など主要科目は多く充当されている。

## 進路
- 大多数の生徒が地方の国公立大学や、首都圏、関西圏の国公立、私立の大学へ進学する。
- 130大学382名分の指定校推薦枠を有している。（2008年入試において）

## 部活動
部活動よりも勉学に重きを置いているため、平日の活動時間は1〜2時間程度である。

### 文化部
- イラスト研究
- 英会話
- 華道・茶道
- 書道
- 吹奏楽
- 美術
- エコボランティア

### 運動部
- 剣道
- テニス
- サッカー
- 柔道
- 卓球
- なぎなた
- 軟式野球
- バスケットボール
- バドミントン
- バレーボール
- 陸上

## 学校生活
制服
- 冬は、森英恵デザインの2つボタンのブレザー。高校生のネクタイ、リボンにはマークが入っている。
- 夏は、男子は半袖のワイシャツ、高校女子は半袖のブラウスにベスト、中学女子は半袖セーラー服である（こちらは森英恵デザインではない）。

髪型
- 染髪やパーマなどの加工は禁止で、校則に「男子の頭髪は目や襟にかからない、耳がかくれない長さとし、長髪は禁止とする」とある。

携帯電話
- 保護者からの申請により持ち込みが許可される。ただし、校内での使用は禁止されている。

## 学校行事
体育祭
毎年4月下旬頃に行われる。中学1年から高校3年まで縦割りで赤・白・青の3組に分けて行う。この3色はそれぞれ校訓の愛・敬・誠となっている。体育祭ではエッサッサ、誠陵ソーラン、フォークダンス、誠陵スプリンターの4つが伝統的に行われている。
エッサッサは高2生以下の男子の有志が、誠陵ソーランは高2生以下の女子の有志が行う。
フォークダンスは高3生のみである。誠陵スプリンターについては、新体力テストで定められている50メートル走の男女各10位以内に入っている生徒のみの参加となる。同タイム所持者が多い場合は予選が行われる。
男子のみで行われるエッサッサとは日本体育大学で伝統的に行われている応援スタイルのことである。
高校3年生については、学年全員でのフォークダンスが行われる。
誠陵祭
毎年9月の中旬に行われる。生徒会本部と文化委員会で運営されている。各クラスで展示品を製作したり、メインアリーナでは、生徒による演劇や、吹奏楽部と音楽選択者による合唱が催される。
誠陵祭終了時には、出し物の最優秀賞が選ばれ表彰される。
合唱コンクール
毎年11月中旬頃に中学生だけで行われる。
非公開行事で、レクザムホールにて保護者のみを招いて行なっている。
球技大会
毎年12月に行われる。体育委員会によって運営されている。各クラスがチームとなって毎年競技を変えて行なっている。なお競技は生徒による投票で決まる。(現在は体育科教員の不足や安全性、時間調整の面などの理由から廃止。)

## 施設
土地面積
約30,000平方メートル、設計はIAO竹田設計、延床面積は約15,000平方メートル、地上4階、RC構造、冷暖房完備。傾斜地に位置するため4階建ての部分は少ない。
- 校舎は工字型（実際には縦線は2本）の1棟であり、寮以外の建物には屋外に出ることなく移動することができる。

設備
普通教室（1学年あたり5教室）のほか、大講義室、音楽室、美術室、化学実験室、物理実験室、生物実験室、会議室、視聴覚室、多目的室、コンピューター室、予備室、自習室、図書室、生徒会室、保健室、食堂、カフェスペース、体育館、武道館などがある。
購買・食堂
株式会社中央（高松市）が運営している。生徒は「SEIRYOカード」と呼ばれる磁気ストライプ式カードを用い、代金は学費などと一緒に引き落とされる。現金で使用できる自動販売機も設置されている。
寮
五色寮という寮を併設する。途中入寮・退寮共に可能である。生徒の多くは県内の通学生である。
グラウンド
約10,000平方メートルで、テニスコート（アスファルト敷）が2面併設されている。なおテニスコート裏には今岡古墳がある。
- 少し離れた高松市立鬼無小学校横に貯水槽がある。
- 地図によっては尽誠学園本部敷地内に「香川誠陵高等学校善通寺教場」との記述があるが、実際には2000年に廃止されている。詳しくは香川短期大学附属女子高等学校を参照。
- プールは未設置。

## 交通
- 鉄道:四国旅客鉄道予讃線鬼無駅
- 路線バス: ことでんバス高松西高線（伏石駅 - 高松西高間、1日5往復程度）鬼無駅前バス停
- スクールバスが運行されている。
- 鬼無駅からは西へ約1.3km、徒歩25分。結構な坂道。下りは20分程度。

## 関連学校・施設
- 学校法人尽誠学園
  - 尽誠学園高等学校
  - 香川短期大学
  - 香川短期大学附属幼稚園
  - 香川看護専門学校
- 社会福祉法人尽誠福祉会
  - のぞみ保育園
  - 諶之丞の丘（特別養護老人ホーム）

## 著名な卒業生
- 小泉みゆき（タレント、香川県高松市観光大使）
- 新名真愛（フリーアナウンサー）